# Johannes Werner (Kartograf)

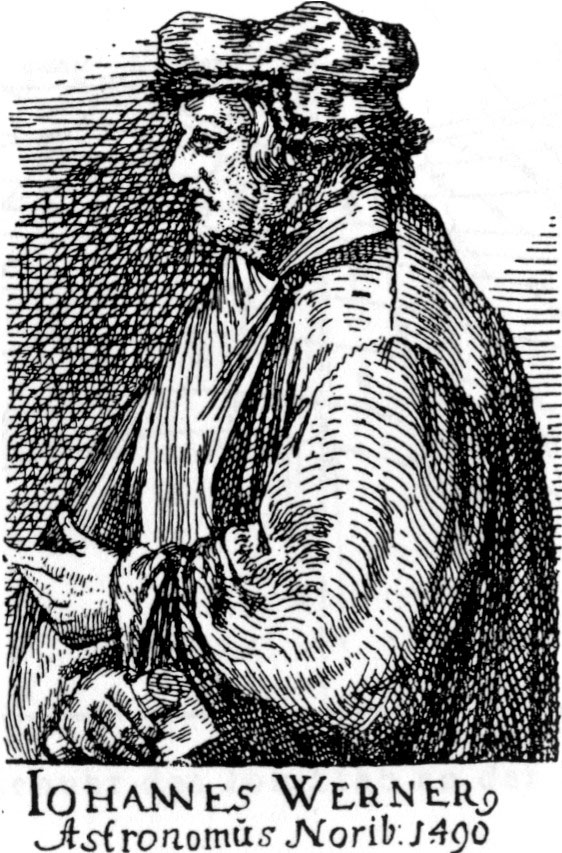
Johannes Werner

Johannes Werner oder Johann Werner (lateinisch Ioannes Vernerus; * 14. Februar 1468 in Nürnberg; † Mai 1522 ebenda) war ein deutscher Pfarrer, Mathematiker, Astronom, Astrologe, Geograph und Kartograph.
Werner studierte ab 1484 in Ingolstadt Theologie und Mathematik. 1490 wurde er Kaplan in Herzogenaurach. Von 1493 bis 1497 hielt er sich in Rom auf. 1503 wurde er zum Vikar an der Kirche in Nürnbergs Vorstadt Wöhrd berufen. Danach wurde er Pfarrer an der Johanniskirche in Nürnberg, eine Stelle, die er bis zu seinem Tod innehatte. Kaiser Maximilian I. ernannte ihn zum Kaiserlichen Kaplan. Die IAU ehrte ihn mit dem Mondkrater Werner und das UK Antarctic Place-Names Committee mit der Benennung des Werner Peak.

## Astronom/Astrologe, Mathematiker
Angeregt durch Regiomontanus, beschäftigte sich Johann Werner mit der beobachtenden Astronomie. Er führte die systematischen Beobachtungen der Planeten fort, die Regiomontanus und Bernard Walther begonnen hatten. Er entdeckte am 1. Juni 1500 einen Kometen, den er bis zum 24. des Monats weiter verfolgte. Seine Trepidationslehre zur Beschreibung der Präzession der Äquinoktien in De motu octauæ Sphæræ wurde von Nicolaus Copernicus angegriffen, in dessen „Brief an Werner“. Darüber hinaus war er ein geschickter Instrumentenbauer. Er entwickelte den von Regiomontanus in die Astronomie eingeführten Jakobsstab weiter und erfand ein Instrument zur Lösung von Problemen der sphärischen Trigonometrie, das Meteoroskop, über das er ein Manuskript hinterließ. 
Werner war auch als Astrologie tätig. Er stellte für viele Nürnberger Bürger Horoskope. Seine jahrelang sorgfältig durchgeführten Witterungsbeobachtungen, die 1546 von Johannes Schöner herausgegeben wurden, stehen auch noch ganz in der Tradition der Astrologie.
In der Mathematik beschäftigte er sich mit sphärischer Trigonometrie und Kegelschnitten. Im Auftrag des Glockengießers Sebald Behaim hatte er eine (nicht erhaltene) Übersetzung der Elemente des Euklid aus dem griechischen Original ins Deutsche verfasst, bei der jedem Lehrsatz ein praktisches Beispiel beigegeben worden war. Werner und Willibald Pirckheimer berieten ihren Freund Albrecht Dürer bei theoretischen als auch praktischen Problemen der Mathematik.

## Die prostaphairetische Methode
Werner entdeckte, dass sich die Formel 
{\displaystyle 2\sin \alpha \sin \beta =\cos(\alpha -\beta )-\cos(\alpha +\beta )}
zu Vereinfachung der Multiplikation gebrauchen lässt. Diese sogenannte prostaphairetische Methode wurde bis zur Erfindung der Logarithmen oft verwendet, unter anderem von Rheticus und Brahe. Im Englischen werden diese Algorithmen Werner Formulae genannt.
Zunächst werden die beiden Faktoren durch Multiplikation bzw. Division mit geeigneten Zehnerpotenzen als Sinuswerte dargestellt, und in einer trigonometrischen Tafel die entsprechenden Winkel {\displaystyle \alpha ,\beta } nachgeschlagen. Sodann bestimmt man die Summe und die Differenz der beiden Winkel, schlägt die Cosinuswerte nach, bildet die Differenz dieser Werte und teilt das Ergebnis durch Zwei. Zuletzt wird die ursprüngliche Multiplikation bzw. Division mit den Zehnerpotenzen rückgängig gemacht.

## Längenproblem
Zur Lösung des Längenproblems in der Navigation wurde vorgeschlagen, die Distanz von Sternen zum Mond zu verwenden.
Diese Methode wurde zuerst von Werner in seiner Übersetzung des ersten Buchs der Ptolemäischen Geographie (Nürnberg 1514) erwähnt, erlangte aber erst Beachtung, als Peter Apian sie in seinem Cosmographicus liber … (Landshut 1524) genauer erörterte.

## Kartograph

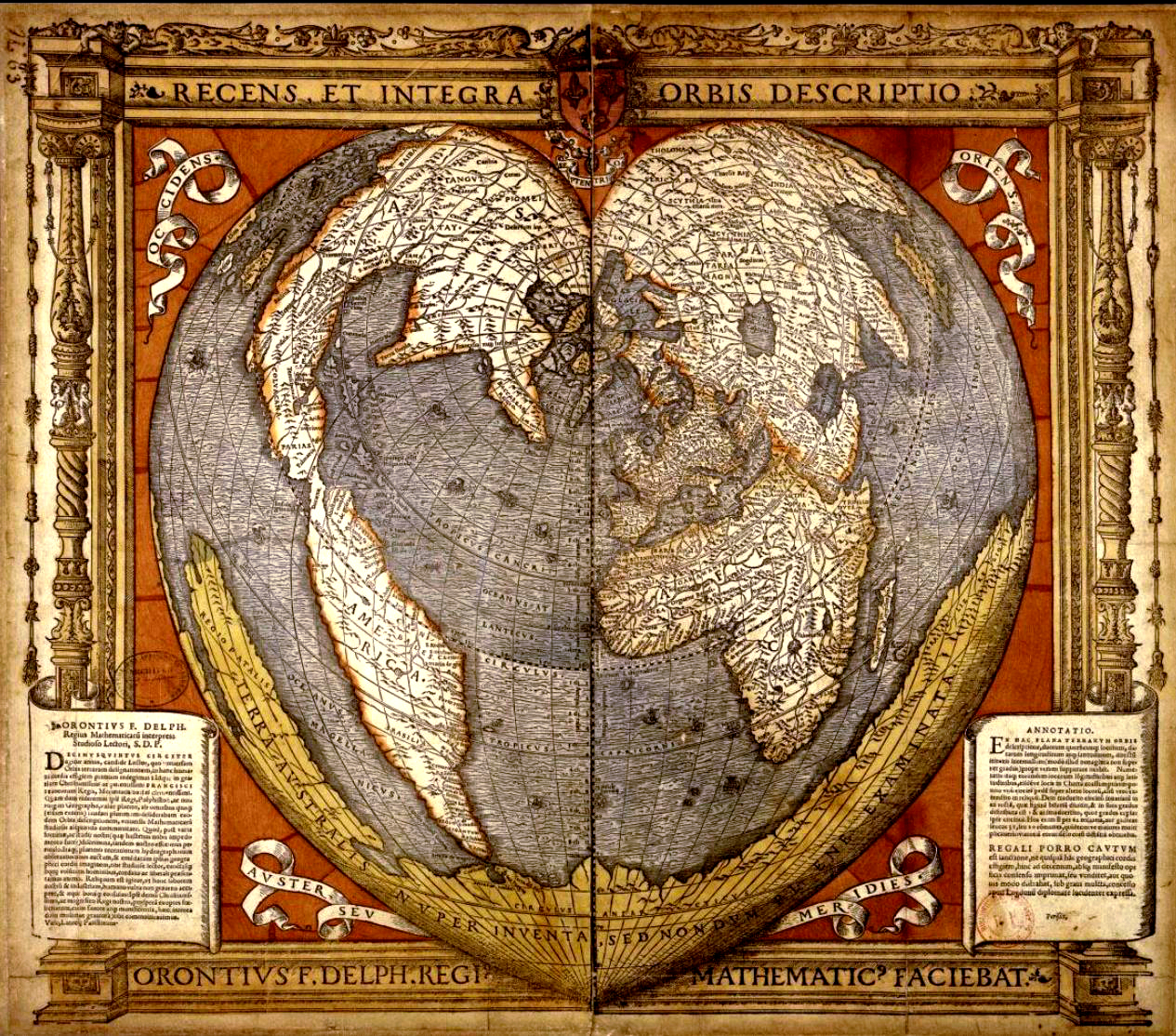
Die Erde dargestellt mittels der Stab-Wernerschen Projektion

Seine bedeutendste Leistung erbrachte er aber zusammen mit Johannes Stabius auf dem Gebiet der Kartographie mit der ersten flächentreuen Darstellung der Erdkugel. Diese sogenannte Stab-Wernersche herzförmige Projektion wurde zwar erst 1514 im Druck veröffentlicht, aber bereits von Martin Waldseemüller für seine Weltkarte von 1507 verwendet. Diese Projektion fand in der ersten Hälfte des 16. Jahrhunderts häufige Anwendung, wurde dann aber von der Mercator-Projektion abgelöst.
Auch der Berechnung von Sonnenuhren liegt eine ähnliche Projektionsaufgabe zugrunde. Zusammen mit Johannes Stabius berechnete er die Sonnenuhr am Ostchor der Lorenzkirche in Nürnberg.

## Schriften
- Nova translatio primi libri geographiae Cl. Ptolomaei: quae quidem translatio verbum: habet e verbo fideliter expressum.
- Libellus de quattuor terrarum orbis in plano figurationibus. Nürnberg 1514.
- In hoc opere haec continentur. Libellvs Ioannis Verneri Nvrembergen. Svper Vigintidvobvs Elementis Conicis. Comentarius seu paraphrastica enarratio in vndecim modos conficiendi eius Problematis quod Cubi duplicatio dicitur. Eivsdem. Comentatio in Dionysodori problema, quo data sphæra plano sub data secat ratione, Alivs modus idem problema coficiendi ab eodem Ioanne Vernero nouissime copertus demostratusq; de motu octauæ Sphæræ, Tractatus duo. Summaria enarratio Theoricæ motus octau Sphæræ. Petrejus, Nürnberg 1522. (online)
- In hoc opere haec continentur Libellus Ioannis Verneri Nurembergen. super viginti duobus elementis conicis: Eiusd. comment. in 11 modos conficiendi cubi. Eiusd. comment. in Dionysodori problema. Alius modus idem problema conficiendi Eiusd. Ionnnis Verneri de motu octavae sphaerae tractatus duo. Eiusd. summaria enarratio theoricae motus octavae sphaerae. Verlag Peypus, 1522.
- De Triangulis sphaericis libri quatuor de meteoroscopiis libri sex (online).
- Canones sicut breuissimi, ita etiam doctissimi, complectentes praecepta & obseruationes de mutatione aurae, 1546.

## Ausgaben
- Ioannis Verneri de triangulis sphaericis libri quatuor, de meteoroscopiis libri sex. Teubner, Leipzig 1907–1913 (kritische Edition)
  - Band 1: De triangulis sphaericis. Hrsg. von Axel Anthon Bjørnbo, 1907
  - Band 2: De meteoroscopiis. Hrsg. von Joseph Würschmidt, 1913